# Alive, She Cried
Alive, She Cried (с англ. — «„Живьем!“ — кричала она») — второй официальный сборник концертных выступлений американской рок-группы The Doors, выпущенный в 1983 году.

## Об альбоме
Издание состоит из концертных номеров 1968—1970 годов, его названием является строка из песни «When the Music’s Over», впервые изданной на альбоме Strange Days 1967 года.
В 1991 году сборник был снят с производства в связи с выходом в свет двойного альбома In Concert, куда вошли все песни с Alive, She Cried и предыдущих концертных компиляций: Absolutely Live, и вышедшего в 1987 году Live at the Hollywood Bowl.

## Список композиций
1. «Gloria» (с англ. — «Глория») (Van Morrison) — 6:17
2. «Light My Fire (including Graveyard Poem)» (с англ. — «Зажги мой огонь (включает Кладбищенскую поэму») (The Doors) — 9:51
3. «You Make me Real» (с англ. — «Ты делаешь меня настоящим») (Morrison) — 3:06
4. «Texas Radio & the Big Beat» (с англ. — «Техасское радио и биг-бит») (The Doors) — 1:52
5. «Love me Two Times» (с англ. — «Люби меня дважды») (Krieger) — 3:17
6. «Little Red Rooster» (с англ. — «Маленький красный петушок») (Dixon) — 7:15
7. «Moonlight Drive (including Horse Latitudes)» (с англ. — «Гонка при лунном свете (включает Лошадиные широты») (Morrison) — 5:34

## Участники записи
- Джим Моррисон — вокал.
- Рэй Манзарек — клавишные.
- Робби Кригер — гитара.
- Джон Денсмор — ударные.